# Conquista della Jämtland
La conquista della Jämtland fu la riconquista della provincia della Jämtland avvenuta nell'estate del 1677 da parte dei danesi, durante la guerra di Scania. La riconquista ebbe ad ogni modo breve vita; la Svezia fu in grado di riprendere il controllo della regione nel novembre di quello stesso anno.

## Preludio
La Jämtland era stata ceduta dalla Danimarca alla Svezia sulla base del trattato di Brömsebro nel 1645, e divenne quindi oggetto di riconquista da parte degli svedesi. Dallo scoppio della guerra, gli svedesi cercarono più volte di attaccare la Norvegia (all'epoca possedimento danese) partendo come base dalla regione della Jämtland.

## La conquista
All'inizio del 1677 giunse la notizia che i danesi che difendevano Trondheim si erano spostati a sud per rafforzare l'armata di Ulrik Frederick Gyldenløve. Questo fatto rappresentò un'opportunità per gli svedesi per avanzare nel territorio norvegese. Le forze attaccanti, erano guidate da Carl Larsson Sparre, governatore generale della contea di Västernorrland, il quale aveva a propria disposizione 1700 uomini, comprese tre compagnie di contadini della regione della Jämtland. Ad ogni modo, non era in grado di rifornire a sufficienza queste truppe e le truppe che dopo dieci mesi ancora non avevano ricevuto il loro compenso, si dispersero nella Norrland. Per questo motivo, il progetto pensato di attacco dovette essere abbandonato.
I ricognitori svedesi, durante quella stessa estate, indicarono che i norvegesi stavano rioccupando Trondheim e Røros e preparandosi ad attacchi oltre confine. Sparre ricevette un dispaccio da Magnus Gabriel De la Gardie che lo incoraggiava ad evitare l'attacco. Sparre scelse di destinare Carl Rutencrantz con degli uomini a Oviken, ma ritardò la propria partenza per aspettare l'arrivo di 1400 uomini dall'Österbotten. Sparre tentò inoltre di radunare truppe e rifornimenti dalla stessa Jämtland, ma come già accaduto in Scania e Bohuslän la popolazione era rimasta leale ai danesi, loro precedenti sovrani. Gli svedesi erano appena tollerati ed i rifornimenti coi cavalli annessi promessi non giunsero mai a destinazione. Quando le truppe dall'Österbotten giunsero, infine, queste erano appena 290 e scarsamente armate e allenate. A corto di munizioni e incapace di sfamare le sue truppe, Sparre venne nuovamente costretto a fare marcia indietro, ma ora dal confine norvegese giungevano notizie di movimenti di truppe e la sua posizione diveniva sempre più precaria (con sé aveva solo 14 cannoni).
Il 16 agosto un notevole contingente norvegese attaccò la posizione di Rutencrantz ad Oviken. Lo scontro era appena iniziato quando gran parte della popolazione locale si schierò coi danesi. I pochi dragoni svedesi rimasti continuarono a combattere sino a sera quando dovettero rinunciare all'impresa.
Prima che la notizia di questo scontro raggiungesse Sparre, questi aveva già deciso di spostarsi con le sue truppe a nord verso Brunflo per attaccare il blocco di accesso imposto dai norvegesi a Storsjön. Mentre la fanteria marciava nell'entroterra, l'artiglieria doveva essere trasportata via acqua. All'arrivo, Sparre trovò solo 400 uomini e l'artiglieria completamente perduta, e si ritirò a Gullesund. Qui venne a sapere che il distaccamento di Rutencrantz ad Oviken era stato sconfitto. Questo lo spinse a correre verso Borgsjö per raggrupparsi. Il suo esercito venne rinforzato con altre 1700 unità ma tuttavia erano ancora troppo pochi per fermare il nemico che egli credeva anche in numero maggiore di quanto effettivamente fosse.
I norvegesi avevano fatto 400 prigionieri e avevano catturato 4 cannoni. Venne coniata una medaglia per commemorare la vittoria e la conquista dell'ex provincia norvegese. Gli svedesi, dal canto loro, incolparono del fallimento dell'operazione direttamente Sparre, che a sua volta si difese citando la mancanza di rifornimenti e di uomini a sua disposizione. Carlo XI di Svezia, da comandante severo, lo sostituì nominando al suo posto Jacob Fleming come governatore generale della provincia. Il feldmaresciallo Henrik Horn ottenne l'ordine di condurre le truppe nell'area di Stoccolma per difendere la regione del Norrland. Horn assemblò i suoi uomini a Medelpad nell'autunno del 1677 ed aveva già iniziato a marciare nella Jämtland quando lo raggiunse la notizia che i norvegesi avevano già vinto sugli svedesi nella zona. La regione del Norrland, già piagata dalla carestia, non avrebbe potuto sopportare anche una guerra ed il feldmaresciallo sapeva di non avere cibo a sufficienza per i suoi uomini.
Horn, dal canto suo, ricevette dal sovrano l'ordine di svolgere delle indagini presso la popolazione locale convocando nel dicembre di quell'anno il clero e i rappresentanti dell'amministrazione locale della regione e venne a sapere della presenza di un'alleanza segreta tra la popolazione della Jämtland ed i norvegesi, rettificata dalle comunità locali. Seguirono delle dure rappresaglie, ma alla fine il popolo della Jämtland dovette consegnare tutte le proprie armi per evitare "futuri e segreti aiuti al nemico". Questa punizione poteva ad ogni modo considerarsi relativamente mite rispetto alle pene solitamente comminate ai traditori dagli svedesi.